# Melissodes plumosa
Melissodes plumosa là một loài Hymenoptera trong họ Apidae. Loài này được LaBerge mô tả khoa học năm 1961.